# ロータリー青少年交換
ロータリー青少年交換（ロータリーせいしょうねんこうかん Rotary Youth Exchange）は、国際ロータリーにおける奉仕活動の一つで、高校生の交換留学を行っている。原則として交換留学(派遣した地区から受け入れる)制度を採っているこのプログラムは1929年にはじまり、現在では他国の文化を経験するために毎年約9000人もの生徒が世界中で留学している。

## プログラム
1929年フランスのニースロータリークラブが最初の交換留学を行い、その後1939年にはアメリカ合衆国・南米間で開始され、1972年に国際ロータリー理事会で世界的な平和と理解を推進する価値ある国際的活動として正式に推奨された。一般的に生徒は全く別の国・言語(英語圏同士など例外あり)を経験するために一年間留学する。またホストとなる家族はその一年間で通常2～3回変わり、生徒はそれぞれの場合において学校などその国・家族で当たり前の日常生活を過ごすことが求められている。

### ロータリアン
多数のロータリアンが、生徒の選出、出入国の調整、ホストファミリーなどとしてこのプログラムに関わっている。生徒にはそれぞれホストとスポンサーがあり、自国のロータリークラブとロータリー地区がスポンサー、受け入れ国のロータリークラブとロータリー地区がホストとなる。ほとんどの地区に派遣・受け入れを行う担当者や担当委員会がある。また生徒を派遣したロータリークラブから交換で受け入れる生徒のホストファミリーやカウンセラーを募る。活動的な地区では交換学生の人数が10名を越えるが、そうでない地区では数名にとどまる。

### 行事
国・地区により行事の内容は異なる。日本ではその文化や歴史から、他国では経験できない行事が数多く催されている。広島・長崎や京都・奈良への旅行、お茶、お花見、富士登山などが例として挙げられる。また生徒は原則として交換留学期間中に地区外へ出ることを禁じられているが、ロータリアン・ホストファミリー・学校の同行があれば地区外への旅行が可能である。

### ブレザー
ロータリー交換学生は公の行事において、原則としてロータリー青少年交換ブレザーの着用が義務付けられている。多くの地区がブレザーの色に濃紺を採用しているが、国によっては赤、青、緑など特色を出したものもある。ロータリー交換学生の世界的な伝統の一つとして、派遣先や旅行先などでその場所に行ったということや他の国から来た交換学生たちとの友情の証に、ピンやバッジ、ワッペンなどを交換・購入しブレザーにつけることがあげられる。

#### ブレザーの色の例
- カナダ - 赤
- フィンランド - 水色
- メキシコ，フランス - 緑・青
- 日本-紺

地区によって色は異なる

## 申し込みとオリエンテーション

### 申し込み
申し込みの方法は地区により異なり、高校向けの公募に申し込むか親族または知り合いのロータリアンに紹介してもらうかのどちらかが一般的である。申し込みが枠数を超えると枠数を増やすか選抜のために面接を課す場合もある。

### オリエンテーション
派遣候補生となった生徒は正式に派遣が決定するまでに数回のオリエンテーションを受ける。これはこのプログラムに参加をするにあたり非常に重要なことを学ぶ機会であり、ロータリー青少年交換プログラムの基本ルールである4Dや、家庭生活、学校生活、保険、渡航費などについて保護者と共に学ぶ。

#### 4Dルール
- No Drugs
- No Drinking
- No Driving
- No Dating

4Dルールは不可侵であり、これを犯したものは自国に強制送還される。

## 心構え
ロータリーの交換留学制度は単に語学を学びに行くためのものではなく、国際交流のための親善大使の役割も担っている。よって派遣先での文化を積極的に知り友達を作るだけでなく、自国の文化や歴史を紹介し知ってもらうことも重要である。また交換留学生は受け入れ先のホストファミリーに客として接するのではなく、自ら家族の一員として受け入れてもらう様に心がけるべきである。

## ROTEX
このプログラムを修了した者は性別・国籍・年齢を問わずROTEXメンバーとなり、現在このプログラムを通して海外から来日している学生(来日学生)や、次年度に各国へ派遣予定されている学生(派遣候補生)、現在派遣中の学生(派遣生)のケアを行う。